# Яніс Пейве
Я́ніс Пе́йве (21 липня (3 серпня) 1906 , Торопецький повіт, Псковська губернія  — 13 вересня 1976 , Москва ) — латвійський науковець у галузі рослинництва й державний діяч СРСР, другий голова Ради міністрів Латвійської РСР. Дійсний член (від 1946), згодом — президент (1951—1959) Академії наук Латвійської РСР. Ректор Латвійської сільськогосподарської академії (1944—1950). Кандидат у члени ЦК КПРС у 1961—1966 роках, член ЦК КПРС у 1966—1971 роках, Депутат Верховної ради СРСР 4—7-го скликань, голова Ради Національностей Верховної ради СРСР (1958—1966). Герой Соціалістичної Праці (13 березня 1969).

## Біографія
Народився 21 липня (3 серпня) 1906 року в селі Семенцове Торопецького повіту Псковської губернії (нині в межах Тверської області Росії) в латиській селянській родині.
Закінчив початкову школу в селі Рокотове у 1919 році й Торопецьку школу другого ступеня у 1923 році. Того ж року вступив до педагогічного технікуму у Великих Луках. У 1925 році, як відмінник навчання, був направлений на навчання до Московської сільськогосподарської академії.
Після закінчення Академії у 1929 році — на науковій роботі: лаборант-хімік на кафедрі Академії, згодом на лляній дослідній станції, на базі якої у 1931 році створений Всесоюзний науково-дослідницький інститут льону в місті Торжок. Займався дослідженнями хімії льону, кенафу й кутри. Розробляв методи агрохімічного дослідження ґрунтів, виконав дослідження з хімії жирів і дубильних речовин з насіння профільних культур.
У 1935 році отримав науковий ступінь кандидата, а у 1940 році — доктора сільськогосподарських наук. Також отримав звання професора й став заступником директора Всесоюзного науково-дослідницького інституту льону. З початком німецько-радянської війни разом з інститутом евакуйований на Урал, де очолив його.
Восени 1944 року направлений на роботу до Латвії. Призначений ректором Латвійської сільськогосподарської академії. Брав участь у організації Латвійської Академії наук, був обраний її дійсним членом і секретарем-академіком. У 1951—1959 роках — президент Академії наук Латвії.
З 27 листопада 1959 по 23 квітня 1962 року — голова Ради міністрів Латвійської РСР.
У 1962 році переїздить на роботу до Москви. Неодноразово обирався депутатом Верховної Ради СРСР. З 27 березня 1958 по 12 червня 1966 року був головою Ради Національностей Верховної Ради СРСР.
У 1966—1971 роках — головний вчений секретар Президії Академії Наук СРСР; у 1971—1976 роках — академік-секретар Відділення загальної біології Академії Наук СРСР.
Помер 12 вересня 1976 року. Похований на Новодівичому цвинтарі у Москві.

## Політична діяльність
Член КПРС з 1940 року. Обирався членом ЦК компартії Латвії. На XXII з'їзді КПРС був обраний кандидатом у члени ЦК КПРС, а на XXIII з'їзді — членом ЦК КПРС.

## Нагороди і почесні звання
Указом Президії Верховної Ради СРСР від 13 березня 1969 року за значний внесок у розвиток науки Пейве Яну Вольдемаровичу присвоєне звання Героя Соціалістичної Праці з врученням ордена Леніна й Золотої медалі «Серп і Молот».
Нагороджений п'ятьма орденами Леніна, трьома орденами Трудового Червоного Прапора, двома орденами «Знак Пошани» і медалями.
У 1964 році удостоєний Ленінської премії за вивчення біологічної ролі мікроелементів і їх значення у сільському господарстві.